# Coalizione
Una coalizione, in sociologia, è un'alleanza fra individui o gruppi di individui, che stabiliscono di unire le proprie forze e cooperare per il raggiungimento di un fine condiviso, ciascuno badando al proprio interesse. Tale alleanza può essere temporanea o dipendere da pure convenienze contingenti.
I meccanismi alla base delle coalizioni sono stati studiati dal matematico John Nash. Le sue ricerche lo portarono a definire le condizioni che portano un attore razionale a tener conto delle decisioni di altri attori, cosiddetto Equilibrio di Nash.

## Formazione
Secondo Guida per i partiti politici (A Guide for Political Parties) pubblicata dal National Democratic Institute e dall'Oslo Center for Peace and Human Rights, ci sono cinque passaggi per costruire una coalizione. Il primo passo nella costruzione di una coalizione comporta lo sviluppo di una strategia di partito che preparerà per negoziazioni di successo. Maggiore è l'impegno delle parti in questo passaggio, maggiore è la probabilità che identifichino partner strategici, negozino un buon affare ed evitino alcuni degli errori comuni associati alla costruzione di una coalizione. Il secondo passo è negoziare una coalizione. Sulla base della strategia che ciascuna parte ha preparato, le parti si uniscono per negoziare e raggiungere un accordo sui termini della coalizione. A seconda del contesto e degli obiettivi della coalizione, questi negoziati possono essere completamente segreti o parzialmente pubblici. Mentre alcune questioni possono essere concordate con relativa facilità, altre possono essere più controverse e richiedere approcci diversi per raggiungere un compromesso. Al termine dei negoziati, l'accordo tra i partiti politici deve essere formalmente sigillato. Questa terza fase include la finalizzazione di un accordo scritto, l'ottenimento dell'approvazione formale dell'accordo da parte delle strutture competenti dei partiti membri della coalizione e l'annuncio dei dettagli della coalizione al pubblico in generale. Il passo successivo consiste nel lavorare in coalizione. Quando i partner della coalizione iniziano a lavorare per attuare il loro accordo, dovranno mantenere buoni rapporti continuando gli sforzi per aumentare o sostenere la fiducia e la comunicazione tra i partiti membri. Ciascun partito dovrà anche trovare un equilibrio tra il rispetto dei propri obblighi nei confronti della coalizione e il mantenimento della propria identità individuale. Il passaggio finale consiste nell'identificare le lezioni apprese. Indipendentemente dal fatto che intenda andare avanti da solo o in un'altra coalizione, è importante che ogni partito riveda e documenti le lezioni apprese da ciascuna esperienza di costruzione della coalizione. Ciò consentirà di ottenere un quadro più chiaro degli impatti positivi e negativi della costruzione di coalizioni sul partito e di identificare le lezioni apprese che possono informare eventuali futuri sforzi di costruzione di coalizioni.
Le coalizioni si manifestano in una varietà di forme, tipi e termini di durata. Le coalizioni di campagna sono ad alta intensità e comportano una cooperazione a lungo termine. Le federazioni sono caratterizzate da un grado di coinvolgimento, intensità e partecipazione relativamente più basso, che implica anche una cooperazione a lungo termine, ma con l'impegno primario dei membri che rimane nei confronti delle proprie entità. Le coalizioni strumentali hanno un coinvolgimento a bassa intensità senza una base per mediare il conflitto. Infine, le coalizioni basate su eventi sono quelle che hanno un alto livello di coinvolgimento e il potenziale per una futura collaborazione.
In contrasto con le alleanze, le coalizioni possono essere definite partenariati di disuguali, poiché la potenza politica, economica e militare comparata, nonché la misura in cui una nazione è disposta a impegnarsi nella coalizione, determinano l'influenza. Le coalizioni possono spesso verificarsi come risposte non pianificate a situazioni di pericolo, incertezza o eventi straordinari, dirette a obiettivi intermedi.

## Funzione
Le coalizioni possono essere classificate come interne o esterne. Le coalizioni interne sono costituite da persone che fanno già parte di un'organizzazione, come un posto di lavoro. Ad esempio, un sindacato è un tipo di coalizione formata per rappresentare i salari, i benefici e le condizioni di lavoro dei dipendenti. Senza questa unità tra i dipendenti, i lavoratori possono essere soggiogati in ambienti di lavoro difficili e salari bassi a causa dell'assenza di regolamenti pratici. Spesso le organizzazioni preferiscono incontrare i membri delle rispettive coalizioni interne prima di attuare cambiamenti sul posto di lavoro per garantire il supporto.
Al contrario, le coalizioni esterne sono costituite da persone che sono membri di diverse organizzazioni che collaborano i loro sforzi per raggiungere un obiettivo generale. Ad esempio, al fine di prevenire la violenza armata e sostenere il controllo delle armi, diversi gruppi, sindacati e organizzazioni senza scopo di lucro si sono uniti per formare la Coalition to Stop Gun Violence. Essa, assieme all'Educational Fund to Stop Gun Violence (EFSGV o Ed Fund), la sua organizzazione gemella, erano due parti di un'organizzazione nazionale per il controllo delle armi contraria alla violenza armata. Dal 1974, ha sostenuto la riduzione della violenza armata americana attraverso l'istruzione e la legislazione. Hanno cessato le operazioni nel 2022. Le coalizioni esterne basano la loro fiducia nell'ottenere credibilità invitando partner improbabili che desiderano raggiungere lo stesso obiettivo finale, anche se le ragioni per raggiungere l'obiettivo sono diverse.

## Utilizzo

### Governo e politica
Il governo di coalizione è un modello alternativo a un governo di maggioranza, quest'ultimo essendo prevalente nei sistemi elettorali "il vincitore prende tutto" che favoriscono chiare distinzioni tra vincitori e vinti. Le analisi più tipiche delle coalizioni in politica riguardano la formazione di gabinetti multipartitici nei regimi parlamentari. In Germania, ogni amministrazione è stata una coalizione multipartitica sin dalla conclusione della seconda guerra mondiale, un esempio di creazione di un governo di coalizione in un sistema parlamentare. Quando in un parlamento si possono formare diverse coalizioni vincenti, la composizione partitica del governo può dipendere dal potere contrattuale di ciascun partito e dalla presenza o meno di un partito dominante.
Le coalizioni sono simili ai gruppi parlamentari. Coalizioni fluide, che cambiano a ogni voto, esistono nel Parlamento europeo e nel Parlamento svizzero per approvare la legislazione.

### Relazioni internazionali

Schema di alcune coalizioni internazionali stabilite da Brasile, Cina, India, Messico, Russia e Sudafrica: BASIC, BRICS, G5 e IBSA.

La collaborazione temporanea di due o più parti separate con un obiettivo prefissato e uno scopo comune può essere vista come una coalizione nelle relazioni internazionali. Le competizioni di coalizione sono rappresentate nelle dinamiche politiche internazionali. Una coalizione può essere un raggruppamento ad hoc di nazioni unite per scopi specifici. Sebbene persone e gruppi formino coalizioni per molte e varie ragioni, lo scopo più comune è combattere una minaccia comune o sfruttare una certa opportunità, con il risultato della natura spesso temporanea delle coalizioni. La minaccia comune o l'esistenza di opportunità è ciò che dà origine alla coalizione e le consente di esistere poiché tutte le parti coinvolte vedono il vantaggio nel lavorare insieme. Tali processi collaborativi consentono agli attori della coalizione di avvicinarsi a un obiettivo comune o di portare a termine lo stesso compito. Il comportamento e la dinamica delle coalizioni nelle relazioni internazionali sono creati da punti in comune e differenze all'interno dei gruppi che si uniscono. Razionalità, dinamiche di gruppo e genere sono tutti fattori che contribuiscono ai comportamenti delle coalizioni in un quadro di sicurezza internazionale.

### Economia
Gli agenti economici possono formare coalizioni. Quando si forma una coalizione attorno a obiettivi economici, il ragionamento è finanziario. In economia, quando due settori opposti, come un acquirente e un venditore o due venditori, si uniscono, si può pensare a una coalizione in senso denotativo, poiché i due gruppi si uniscono temporaneamente per raggiungere un obiettivo. Un esempio potrebbe essere l'accordo del 1997 tra Microsoft e Apple. L'accordo prevedeva che Microsoft salvasse l'allora in difficoltà Apple con un'infusione di denaro di 150 milioni di dollari. I sindacati possono essere visti come coalizioni di lavoratori, di solito dello stesso settore lavorativo. Quando gli agenti considerati sono paesi, la formazione di un trattato internazionale (es. accordi commerciali o accordi ambientali internazionali) può anche essere visto come una coalizione. In economia, la formazione di una coalizione e la sua stabilità sono principalmente studiate usando la teoria dei giochi.

### Società civile
Nella società civile, una coalizione denota uno sforzo di gruppo o una popolazione di persone che si uniscono e che credono fermamente nella loro causa. Il termine descrive anche alleanze tra organizzazioni della società civile, come sindacati, organizzazioni comunitarie e istituzioni religiose. In Francia, ad esempio, lavoratori di diversi settori e sindacati si uniscono per aiutarsi a vicenda nel comunicare un punto. Questa coalizione di sindacati è spesso molto efficace in quanto può causare enormi disagi al Paese. La formazione di coalizioni come la Community-Labour Coalition si è rivelata un'importante strategia per il cambiamento sociale in molti contesti. Nei gruppi sociali, una coalizione si forma spesso da privati cittadini che si uniscono dietro un obiettivo o uno scopo comune. Molti di questi gruppi di privati cittadini formano organizzazioni di base, come la Christian Coalition, che è il più grande gruppo politico di base negli Stati Uniti. Anche i gruppi di attivisti nella società civile sono visti come coalizioni per la loro rispettiva causa. Questi attivisti sono uniti dalla loro convinzione in ciò che vogliono ottenere o realizzare.

### Militare
Le coalizioni militari possono essere costruite e unite sotto un unico potere da più stati e governi. Sono fluidi in termini di appartenenza: non solo un paese non deve essere stato un alleato tradizionale per entrare a far parte di una coalizione, ma le nazioni possono aderire, variare i loro contributi e avvertimenti, ritirarsi ed essere sostituiti da nuovi membri man mano che la situazione cambia o cambiano le agende nazionali. L'espansione delle risorse accessibili ai paesi membri per svolgere operazioni militari è un attributo cruciale delle coalizioni. In molti modi, la guerra di coalizione serve a rendere la creazione di una pace più difficile che vincere la guerra stessa. Un esempio di tale coalizione si ebbe dopo la prima guerra mondiale durante la Conferenza di pace di Parigi del 1919, quando le potenze alleate tentarono di raggiungere un accordo di pace.
Esempi di coalizioni militari includono la Coalizione della Guerra del Golfo, quando George H.W. Bush pose fine all'aggressione di Saddam Hussein in Medio Oriente arruolando e guidando una coalizione militare nell'Operazione tempesta nel deserto della Guerra del Golfo del 1991 così come suo figlio George W. Gli sforzi di Bush nella Coalizione dei volenterosi, una frase usata durante la campagna del 2003 per la guerra in Iraq guidata dagli Stati Uniti e dai suoi alleati. Un esempio contemporaneo è la coalizione delle Nazioni Unite intervenuta nella guerra civile libica del 2011 contro Muammar Gheddafi. Affinché le coalizioni siano efficaci in linea di principio o in azione, le nazioni partecipanti hanno avuto la tendenza a richiedere un'unica minaccia opprimente - forse alla libertà o uno stile di vita o un interesse nazionale cruciale - o la presenza di una singola figura o regime dispotico la cui esistenza continua è considerato non solo ripugnante per la generalità delle nazioni, ma anche destabilizzante per la regione o per l'ordine mondiale.

### Matematica
In matematica, il termine coalizione è collegato a un'equazione che utilizza il modello di coalizione per la crescita esponenziale della popolazione. Questa equazione analitica fu pubblicata per la prima volta dal matematico Pierre François Verhulst nel 1838 per consentire l'approssimazione della popolazione mondiale in un dato momento applicando tecniche differenziali e integrali.